# Österreichischer Badminton Verband
Het Österreichischer Badminton Verband (ÖBV) is de koepelorganisatie in Oostenrijk voor de beoefening van het badminton. De ÖBV organiseert het badminton in Oostenrijk en vertegenwoordigt het Oostenrijkse badminton op internationale sportevenementen.
De bond is opgericht in 1957 en is lid van de Badminton World Federation. Anno 2017 telde de bond 4.364 leden, verspreid over 123 verenigingen. 
De bond is sinds 1967 aangesloten bij de Europese badmintonbond, en is hiermee een van de oprichters.

## Ledenaantallen
Hieronder de ontwikkeling van het ledenaantal en het aantal verenigingen:
| Jaar | Aantal leden | Aantal verenigingen |
| ---- | ------------ | ------------------- |
| 2017 | 4.364        | 123                 |
| 2016 | 4.262        | 124                 |
| 2015 | 4.322        | 123                 |
| 2014 | 4.270        | 123                 |
| 2013 | 4.171        | 121                 |
| 2012 | 5.969        | 123                 |
| 2011 | 4.139        | 124                 |
| 2010 | 5.979        | 125                 |
| 2009 | 5.576        | 131                 |
| 2008 | 5.446        | 131                 |
| 2007 | 6.726        | 133                 |
| 2006 | 6.812        | 139                 |
| 2005 | 6.762        | 140                 |
| 2004 | 6.074        | 140                 |
| 2003 | 5.221        | 146                 |
| 2002 | 5.914        | 155                 |
| 2001 | 6.007        | 155                 |
| 2000 | 6.008        | 163                 |
| 1999 | 6.008        | 163                 |
| 1998 | 6.107        | 161                 |